# PortableApps.com
PortableApps.com este un site web care oferă aplicații libere populare pentru Windows într-o versiune portabilă. Aceste aplicații portabile pot fi utilizate inclusiv și de pe unități de stocare detașabile cum ar fi memoria USB. Datele de utilizator sunt stocate într-un subdirector, permițând utilizatorului să facă upgrade sau să mute software-ul fără a-i fi afectate datele. Pentru a șterge soft-ul respectiv, e suficient simplu de șters folderul.
Site-ul a fost fondat de John T. Haller și include contribuții a peste 100 de persoane, printre care dezvoltatori, designeri și traducători.
Situl pune la dispoziția utilizatorilor peste 300 de aplicații gratuite, cu sursă deschisă sau freeware, legale și portabile.